# Мрмот
Мрмот (лат. Marmota) је род сисара из реда глодара. У многим земљама је законом заштићен.

## Особине
Мрмоти су велики глодари са карактеристично кратким али робусним ногама, увећаним канџама које су добро прилагођене копању, дебелим телима и великим главама и секутићима за брзу обраду разноврсне вегетације. Док је већина врста различитих форми браон боје тла, мармоти се разликују по боји крзна у зависности од околине. Врсте у отворенијим стаништима имају већу вероватноћу да имају бледу боју, док оне које се понекад налазе у добро пошумљеним регионима имају тенденцију да буду тамније. Мармоти су најтежи чланови породице веверица. Укупна дужина обично варира од око 42 до 72 cm (17 до 28 in), а телесна маса је у просеку око 2 kg (4 1⁄2 lb) у пролеће код мањих врста и 8 kg (18 lb) у јесен, понекад преко 11 kg (24 lb), код већих врста. Највећа и најмања врста нису јасно познате. У Северној Америци, на основу средњих линеарних димензија и телесне масе током године, чини се да је најмања врста аљаски мрмот, а највећа је олимпијски мрмот. Неке врсте, попут хималајског мрмота и тарбаганског мрмота у Азији, изгледа да достижу отприлике сличну телесну масу олимпијском мрмоту, али није познато да достижу тако велику укупну дужину као олимпијске врсте. У традиционалној дефиницији хибернације, највећи мармоти се сматрају највећим „правим хибернаторима“ (пошто већи „хибернатори“ као што су медведи немају исте физиолошке карактеристике као животиње које обавезно хибернирају као што су различити глодари, слепи мишеви и инсектоједи). Као мишеви, зечеви и остали глодари, мрмот има секутиће који непрестано расту па мора често нешто да глође да би их трошио. На предњим ногама има четири прста наоружана повијеним канџама помоћу којих животиња узима траву и гранчице, приноси храну устима и копа земљу. На задњим ногама има пет прстију с прилично кратким канџама. Мрмот има веома оштар вид, а уши му хватају сваки и најслабији звук.

## Исхрана
Мрмот се храни углавном биљкама, травом и осталим биљем. Такође једе и житарице, инсекте, пауке и црве. Воли младе и мекше биљке било које врсте. Држи храну својим предњим шапама док једе. Мрмоти углавном ради хране излазе из својих јама током јутра и поподне, јер им не пријају више температуре, што може довести до тога да се уопште не хране кад су веома топли дани. Када је време погодно, једу велике количине хране да би створили слој сала у телу, који им је потребан да би преживели дуг период зимског сна.

## Дубоки зимски сан
Пре него што започну зимски сан, мрмоти истерају сву прогутану храну и попију огромну количину воде (иначе лети мрмоти уопште не пију воду). Овако потпуно испражњеног желуца и чистих црева, склупчају се тако да им њушка додирује реп, и западну у дубок сан. За то време њихова телесна температура спадне на једанаест или дванаест степени. Смањује се и број откуцаја срца. Израчунато је да за време зимског сна мрмот у месец дана удахне седамдесет и једну хиљаду пута, а то значи готово исто толико колико и за само два дана активног живота. Буди се из сна у пролеће и тада је врло слаб јер за време сна потроши сву масноћу накупљену испод коже.

## Размножавање
Кад се пробуде из зимског сна, мрмоти се посвећују младима који ће се окотити. Мајка припреми посебно, сигурније скровиште. Кад се окоте, мали мрмоти личе на лепе сиве крзнене лоптице. Првих неколико недеља задржавају се у скровишту и мајка их брижљиво доји. Чим донекле поодрасту, мајка их изводи из јаме и дозволи им да се придруже у игри осталим младунцима, али их непрестано брижно пази, спремна да им прискочи у помоћ на најмањи знак опасности. Када ископа нову галерију, пушта унутра своје младе и учи их како треба да беже у споредне ходничиће чим она зазвижди. Мрмоти се споро развијају, сматрају се одраслим тек по навршеној другој години живота.
Могу доживети старост од отприлике осамнаест година.

## Занимљивост
Као што у Србији постоји народно веровање да мечка може предвидети крај зиме и долазак пролећа, такво исто веровање постоји у Северној Америци везано за мрмота. На дан 2. фебруара 2013. је по 127 пут у Панкстону, малом граду у Пенсилванији, САД одржана живописна манифестација „Дан мрмота“. То је била и тема познатог филма „Дан мрмота“ са Билом Марејем у главној улози.

## Врсте
Следећи списак садржи све врсте рода Marmota укључујући недавно дефинисани M. kastschenkoi.
- Род 
  - Подрод 
    - Аљаски мрмот ()
    - Алпски мрмот ()[17][18]
    - Камчатски мрмот ()[19][20]
    - Степски мрмот ()
    - Шумскостепски мрмот ()[16]
    - Алтајски мрмот ()
    - Мрмот (Marmota monax)
    - Хималајски мрмот ()
    - Дугорепи мрмот ()
    - Мензбиров мрмот ()
    - Сибирски мрмот ()

  - Подрод 
    - Седи мрмот ()
    - Олимпијски мрмот ()
    - Ванкуверски мрмот ()
    - Жутотрби мрмот ()

  - Изумрле врсте мрмота (фосили):
    -  †[21]
    -  †[22]
    -  †[23]

## Примери врста
- Marmota flaviventris, Јосемитски национални парк
- Marmota flaviventris, у близини Принстона у Британској Колумбији
- Marmota monax, Отава, Онтарио
- Marmota caligata, Национални парк планине Рејнир
- Алпски мрмот (Marmota marmota), Француски Алпи
- Камчатски мрмот
- Дугорепи мрмот (Marmota caudata), Пакистан
- Хималајски мрмот (Marmota himalayanus), Бутан
- Алтајски мрмот (Marmota baibacina), Алтајске планине, Казахстан
- Сибирски мрмот (Marmota sibirica), Русија и Монголија
- Цртеж степског мрмота (Marmota bobak)